# ブラン2.03
2.03はソ連のブラン計画5機目のオービター。OK-2.03、シャトル2.03、ブラン2.03と呼ばれる。
2.03はその名の通り、第2世代の3機目にあたる。2.03はソビエトのシャトル計画が中止された1993年当時、ほとんど組み立てが進行していなかった。それまでに作られた部分もその直後に廃棄されたため、現在は何一つ残っていない。
2.03の存在した期間が極めて短いため、実質的に2.03の写真は存在しないとされる。また、名前も公式、非公式問わず与えられなかった。